# Адду Канду
Адду Канду (на дивехи: Addu Kandu) или Екваториален канал (на английски: Equatorial Channel) е проток в Индийския океан.
Разделя малдивските атоли Хувадху и Адду. Намира се почти върху линията на екватора.